# 凯利古堡
凯利古堡（英語：Kellie's Castle）是一个位于马来西亚霹雳州近打县华都牙也的城堡。这栋废弃的府邸是以蘇格蘭種植園主威廉.凱利.史密斯的名字命名。凯利古堡位于近打河支流拉雅河（Sungai Raya）旁。

## 背景
威廉·凱利·史密斯（William Kellie Smith）（1870—1926）于1870年出生于苏格兰小镇。在他20岁那年，凯利以法律工程师的身份前来英属马来亚，并加入从州政府获得特许权清理位于华都牙也一片9,000公顷的森林的查尔斯阿儿玛贝克（Charles Alma Baker's）的调查公司。凯利在贝克公司赚了钱之后，他便在近打地区买了一片1,000英亩（405公顷）的树林，并开始种植橡胶树。随后，他以他的家乡名“复活节凯拉斯”（Easter Kellas）为他的庄园以“近打凯拉斯”（Kinta Kellas）命名。他也同时拥有近达凯拉斯锡清理公司。在他赚钱之后，他回到他的家乡与苏格兰的爱人阿格尼丝（Agnes）结婚，并于1903年将她带到了马来西亚。阿格尼丝在1904年为凯利生下了一个名叫海伦的女儿。
在1909年，凯利建立了他的第一个豪宅，“凯拉斯之家”，甚至在1911年9月15日在伦敦“金融家”（Financier）报纸上提到。（他的豪宅可以从主要道路通过一座跨溪桥进入）。

## 历史
在1915年，随着他的儿子安东尼（也是他未来的继承人）出世，凯利开始规划建造一个具有苏格兰、摩尔和泰米尔曼印度风格的城堡。
1908年，他从英属印度马德拉斯引进70名工匠，在住所别墅后兴建一座古堡。所有砖块和大理石都是从英国进口的。他还计划在6层楼的城堡内设立马来亚第一个电梯、一个室内网球场和娱乐用顶楼庭院。并预期在10年内完工。
在施工期间，西班牙型流行性感冒使他的一些工人死去。当他的工人建议在他的古堡附近建立一个兴都庙时，凯利很快就答应了。为了回报他的慷慨，他们为他建立了一个人像。相传城堡内有一座隧道通往寺庙。（当年淡米尔人工匠的后代仍居住在古堡附近。）
而在1926年，当凯利带他的家人前往葡萄牙首都里斯本签署一份地段买卖合约的旅程中因肺炎病逝，享年56岁。凯利的妻子在他逝世后，决定搬回苏格兰；而城堡的建筑在这之后也没有完工。最后，这个古堡被卖给英国的Harrisons and Crosfield公司。

## 今天的凯利古堡

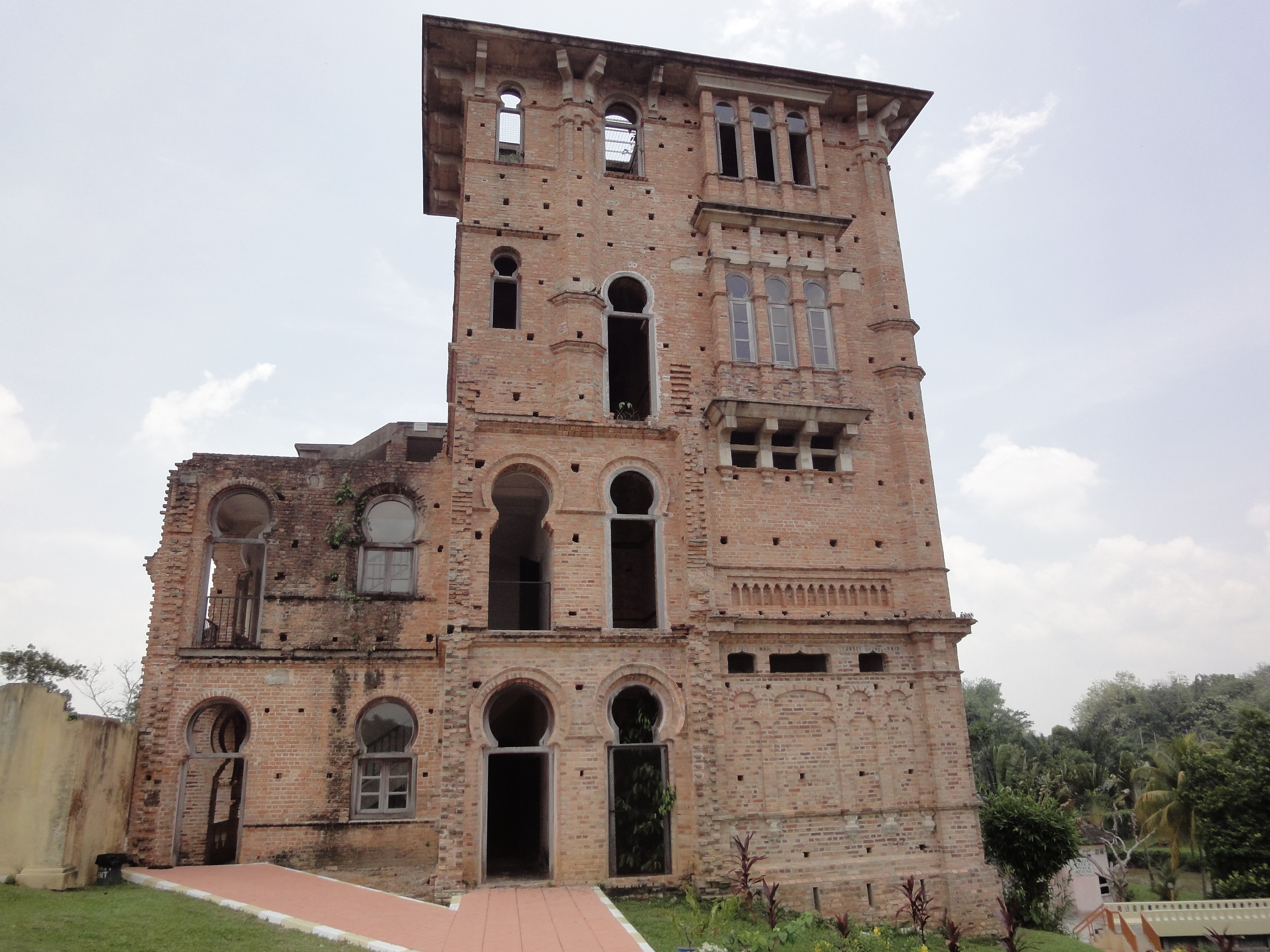

现今该古堡已经过美化、是马来西亚著名的旅游景点。
凯利古堡曾在1999年的《安娜与国王》和2000年的《神偷次世代》出现过。